# شالا
شالا (به مجاری: Vágsellye) یک شهرک در اسلواکی با جمعیت ۲۴٬۲۵۶ نفر است که در Šaľa District واقع شده‌است.